# Cynesige (évêque de Lichfield)
Pour l'archevêque d'York, voir Cynesige.
Cynesige est un prélat anglo-saxon du Xe siècle. Il est évêque de Lichfield de la fin des années 940 à 963 ou 964.

## Biographie
Cynesige est apparenté à l'abbé Dunstan de Glastonbury, le principal homme d'Église anglais du Xe siècle. Il est sacré évêque de Lichfield à une date incertaine entre 946 et 949. Il figure comme témoin sur la majorité des chartes du roi Eadred (946-955).
D'après l'hagiographie de Dunstan, Cynesige et Dunstan auraient encouru la colère d'Eadwig, le successeur d'Eadred, le jour de son sacre, en janvier 956. Les deux hommes d'Église auraient forcé le jeune roi à retourner assister aux cérémonies du couronnement alors qu'il était parti s'isoler avec deux femmes. Dunstan est contraint à l'exil, tandis que Cynesige semble être tombé en disgrâce : parmi la cinquantaine de chartes émises par Eadwig en 956, seules trois attestent de sa présence à la cour.
Cynesige survit à Eadwig et meurt en 963 ou 964.